# Japón en la Copa Mundial de Fútbol de 2002
La selección de Japón fue uno de los 32 equipos participantes en la Copa Mundial de Fútbol de 2002, torneo que se llevó a cabo del 31 de mayo al 30 de junio y en el que fue local junto a Corea del Sur.
En su segunda participación, logró llegar a octavos de final, donde fue eliminada por Turquía, que a la postre, se adjudicó el tercer lugar en el torneo

## Lista de jugadores
Entrenador:  Philippe Troussier
| No. | Pos. | Jugador              | Fecha de nacimiento (edad)         | Apa. | Club                 |
| --- | ---- | -------------------- | ---------------------------------- | ---- | -------------------- |
| 1   | POR  | Yoshikatsu Kawaguchi | 15 de agosto de 1975 (26 años)     | 52   | Portsmouth           |
| 2   | DEF  | Yutaka Akita         | 6 de agosto de 1970 (31 años)      | 38   | Kashima Antlers      |
| 3   | DEF  | Naoki Matsuda†       | 14 de marzo de 1977 (25 años)      | 30   | Yokohama F. Marinos  |
| 4   | DEF  | Ryūzō Morioka 2.º    | 7 de octubre de 1975 (26 años)     | 33   | Shimizu S-Pulse      |
| 5   | MED  | Jun'ichi Inamoto     | 18 de septiembre de 1979 (22 años) | 30   | Arsenal              |
| 6   | DEF  | Toshihiro Hattori    | 23 de septiembre de 1973 (28 años) | 38   | Júbilo Iwata         |
| 7   | MED  | Hidetoshi Nakata     | 22 de enero de 1977 (25 años)      | 43   | Parma                |
| 8   | MED  | Hiroaki Morishima    | 30 de abril de 1972 (30 años)      | 61   | Cerezo Osaka         |
| 9   | DEL  | Akinori Nishizawa    | 18 de junio de 1976 (25 años)      | 28   | Cerezo Osaka         |
| 10  | DEL  | Masashi Nakayama     | 23 de septiembre de 1967 (34 años) | 48   | Júbilo Iwata         |
| 11  | DEL  | Takayuki Suzuki      | 5 de junio de 1976 (25 años)       | 17   | Kashima Antlers      |
| 12  | POR  | Seigō Narazaki       | 15 de abril de 1976 (26 años)      | 19   | Nagoya Grampus Eight |
| 13  | DEL  | Atsushi Yanagisawa   | 27 de mayo de 1977 (25 años)       | 27   | Kashima Antlers      |
| 14  | MED  | Alessandro Santos    | 20 de julio de 1977 (24 años)      | 6    | Shimizu S-Pulse      |
| 15  | MED  | Takashi Fukunishi    | 1 de septiembre de 1976 (25 años)  | 12   | Júbilo Iwata         |
| 16  | DEF  | Kōji Nakata          | 9 de julio de 1979 (22 años)       | 27   | Kashima Antlers      |
| 17  | DEF  | Tsuneyasu Miyamoto   | 7 de febrero de 1977 (25 años)     | 12   | Gamba Osaka          |
| 18  | MED  | Shinji Ono           | 27 de septiembre de 1979 (22 años) | 27   | Feyenoord            |
| 19  | MED  | Mitsuo Ogasawara     | 5 de abril de 1979 (23 años)       | 6    | Kashima Antlers      |
| 20  | MED  | Tomokazu Myōjin      | 24 de enero de 1978 (24 años)      | 23   | Kashiwa Reysol       |
| 21  | MED  | Kazuyuki Toda        | 30 de diciembre de 1977 (24 años)  | 16   | Shimizu S-Pulse      |
| 22  | MED  | Daisuke Ichikawa     | 14 de mayo de 1980 (22 años)       | 7    | Shimizu S-Pulse      |
| 23  | POR  | Hitoshi Sogahata     | 2 de agosto de 1979 (22 años)      | 2    | Kashima Antlers      |

- De los 23 jugadores del plantel solo hay 1 fallecido.

-Naoki Matsuda a los 34 años producto de problemas cardíacos después de los entrenamientos.

## Participación

### Grupo H
| Equipo  | Pts | PJ | PG | PE | PP | GF | GC | DG |
| ------- | --- | -- | -- | -- | -- | -- | -- | -- |
| Japón   | 7   | 3  | 2  | 1  | 0  | 5  | 2  | +3 |
| Bélgica | 5   | 3  | 1  | 2  | 0  | 6  | 5  | +1 |
| Rusia   | 3   | 3  | 1  | 0  | 2  | 4  | 4  | 0  |
| Túnez   | 1   | 3  | 0  | 1  | 2  | 1  | 5  | -4 |

#### Japón vs. Bélgica
| 4 de junio de 2002, 18:00 (UTC+9)                  | Japón                    | 2:2 (0:0) | Bélgica                          | Saitama Stadium 2002, Saitama                              |                                                            |
|                                                    | Suzuki 59' · Inamoto 67' | Reporte   | Wilmots 57' · Van der Heyden 75' | Asistencia: 55.256 espectadores Árbitro(s): William Mattus | Asistencia: 55.256 espectadores Árbitro(s): William Mattus |
| Primer punto de Japón en la Copa Mundial de Fútbol |                          |           |                                  |                                                            |                                                            |

| Japón | Bélgica |

|                    |    |                      |     |     |
|                    |    |                      |     |     |
| POR                | 12 | Seigō Narazaki       |     |     |
| DEF                | 3  | Naoki Matsuda        |     |     |
| DEF                | 4  | Ryūzō Morioka        |     | 71' |
| DEF                | 16 | Kōji Nakata          |     |     |
| MED                | 5  | Jun'ichi Inamoto     | 54' |     |
| MED                | 7  | Hidetoshi Nakata     |     |     |
| MED                | 18 | Shinji Ono           |     | 64' |
| MED                | 21 | Kazuyuki Toda        | 31' |     |
| MED                | 22 | Daisuke Ichikawa     |     |     |
| DEL                | 11 | Takayuki Suzuki      |     | 68' |
| DEL                | 13 | Atsushi Yanagisawa   |     |     |
| Suplentes:         |    |                      |     |     |
| POR                | 1  | Yoshikatsu Kawaguchi |     |     |
| POR                | 23 | Hitoshi Sogahata     |     |     |
| DEF                | 2  | Yutaka Akita         |     |     |
| DEF                | 6  | Toshihiro Hattori    |     |     |
| DEF                | 17 | Tsuneyasu Miyamoto   |     | 71' |
| MED                | 8  | Hiroaki Morishima    |     | 68' |
| MED                | 14 | Alessandro Santos    |     | 64' |
| MED                | 15 | Takashi Fukunishi    |     |     |
| MED                | 19 | Mitsuo Ogasawara     |     |     |
| MED                | 20 | Tomokazu Myōjin      |     |     |
| DEL                | 9  | Akinori Nishizawa    |     |     |
| DEL                | 10 | Masashi Nakayama     |     |     |
| Entrenador:        |    |                      |     |     |
| Philippe Troussier |    |                      |     |     |

|                |    |                        |     |     |
|                |    |                        |     |     |
| POR            | 1  | Geert De Vlieger       |     |     |
| DEF            | 4  | Eric Van Meir          | 82' |     |
| DEF            | 12 | Peter Van der Heyden   | 21' |     |
| DEF            | 15 | Jacky Peeters          |     |     |
| DEF            | 16 | Daniel Van Buyten      |     |     |
| MED            | 6  | Timmy Simons           |     |     |
| MED            | 8  | Bart Goor              |     |     |
| MED            | 10 | Johan Walem            |     | 68' |
| MED            | 11 | Gert Verheyen          | 62' | 83' |
| MED            | 18 | Yves Vanderhaeghe      |     |     |
| DEL            | 7  | Marc Wilmots           |     |     |
| Suplentes:     |    |                        |     |     |
| POR            | 13 | Franky Vandendriessche |     |     |
| POR            | 23 | Frédéric Herpoel       |     |     |
| DEF            | 2  | Éric Deflandre         |     |     |
| MED            | 14 | Sven Vermant           |     |     |
| MED            | 17 | Gaëtan Englebert       |     |     |
| MED            | 19 | Bernd Thijs            |     |     |
| MED            | 21 | Danny Boffin           |     |     |
| DEL            | 9  | Wesley Sonck           |     | 68' |
| DEL            | 20 | Branko Strupar         |     | 83' |
| DEL            | 22 | Mbo Mpenza             |     |     |
| Entrenador:    |    |                        |     |     |
| Robert Waseige |    |                        |     |     |

| Jugador del Partido: Jun'ichi Inamoto Árbitros asistentes: Haidar Koleit Yuri Dupanov Cuarto árbitro: Graham Poll | Reglas del partido - 90 minutos. - Doce suplentes convocados. - Máximo de tres sustituciones. |

#### Japón vs. Rusia
| 9 de junio de 2000, 20:30 (UTC+9)                      | Japón       | 1:0 (0:0) | Rusia | International Stadium Yokohama, Yokohama                |                                                         |
|                                                        | Inamoto 51' | Reporte   |       | Asistencia: 66.108 espectadores Árbitro(s): Markus Merk | Asistencia: 66.108 espectadores Árbitro(s): Markus Merk |
| Primera victoria de Japón en la Copa Mundial de Fútbol |             |           |       |                                                         |                                                         |

| Japón | Rusia |

|                    |    |                      |       |     |
|                    |    |                      |       |     |
| POR                | 12 | Seigō Narazaki       |       |     |
| DEF                | 3  | Naoki Matsuda        |       |     |
| DEF                | 16 | Kōji Nakata          | 42'   |     |
| DEF                | 17 | Tsuneyasu Miyamoto   | 15'   |     |
| MED                | 5  | Jun'ichi Inamoto     |       | 85' |
| MED                | 7  | Hidetoshi Nakata     |       |     |
| MED                | 18 | Shinji Ono           |       | 75' |
| MED                | 20 | Tomokazu Myōjin      |       |     |
| MED                | 21 | Kazuyuki Toda        |       |     |
| DEL                | 11 | Takayuki Suzuki      |       | 72' |
| DEL                | 13 | Atsushi Yanagisawa   |       |     |
| Suplentes:         |    |                      |       |     |
| POR                | 1  | Yoshikatsu Kawaguchi |       |     |
| POR                | 23 | Hitoshi Sogahata     |       |     |
| DEF                | 2  | Yutaka Akita         |       |     |
| DEF                | 6  | Toshihiro Hattori    |       | 75' |
| MED                | 8  | Hiroaki Morishima    |       |     |
| MED                | 14 | Alessandro Santos    |       |     |
| MED                | 15 | Takashi Fukunishi    |       | 85' |
| MED                | 19 | Mitsuo Ogasawara     |       |     |
| MED                | 22 | Daisuke Ichikawa     |       |     |
| DEL                | 9  | Akinori Nishizawa    |       |     |
| DEL                | 10 | Masashi Nakayama     | 90+1' | 72' |
| Entrenador:        |    |                      |       |     |
| Philippe Troussier |    |                      |       |     |

|                |    |                       |     |     |
|                |    |                       |     |     |
| POR            | 1  | Ruslan Nigmatullin    |     |     |
| DEF            | 2  | Yuri Kovtun           |     |     |
| DEF            | 3  | Yuri Nikiforov        |     |     |
| DEF            | 7  | Viktor Onopko         |     |     |
| MED            | 4  | Alexey Smertin        |     | 57' |
| MED            | 5  | Andrei Solomatin      | 38' |     |
| MED            | 6  | Igor Semshov          |     |     |
| MED            | 8  | Valeri Karpin         |     |     |
| MED            | 9  | Yegor Titov           |     |     |
| MED            | 20 | Marat Izmailov        |     | 52' |
| DEL            | 19 | Ruslan Pimenov        | 13' | 46' |
| Suplentes:     |    |                       |     |     |
| POR            | 12 | Stanislav Cherchesov  |     |     |
| POR            | 23 | Aleksandr Filimonov   |     |     |
| DEF            | 13 | Vyacheslav Dayev      |     |     |
| DEF            | 14 | Igor Chugainov        |     |     |
| DEF            | 18 | Dmitri Sennikov       |     |     |
| MED            | 10 | Aleksandr Mostovoi    |     |     |
| MED            | 15 | Dmitri Alenichev      |     |     |
| MED            | 17 | Sergei Semak          |     |     |
| MED            | 21 | Dmitri Khokhlov       | 60' | 52' |
| DEL            | 11 | Vladimir Beschastnykh |     | 57' |
| DEL            | 16 | Aleksandr Kerzhakov   |     |     |
| DEL            | 22 | Dmitri Sychev         |     | 46' |
| Entrenador:    |    |                       |     |     |
| Oleg Romantsev |    |                       |     |     |

| Jugador del Partido: Jun'ichi Inamoto Árbitros asistentes: Heiner Müller Evzen Amler Cuarto árbitro: Ubaldo Aquino | Reglas del partido - 90 minutos. - Doce suplentes convocados. - Máximo de tres sustituciones. |

#### Túnez vs. Japón
| 14 de junio de 2002, 15:30 (UTC+9)                                            | Túnez | 0:2 (0:0) | Japón                      | Osaka Nagai Stadium, Osaka                                   |                                                              |
|                                                                               |       | Reporte   | Morishima 48' · Nakata 75' | Asistencia: 45.213 espectadores Árbitro(s): Gilles Veissière | Asistencia: 45.213 espectadores Árbitro(s): Gilles Veissière |
| Primera clasificación de Japón a la segunda fase de la Copa Mundial de Fútbol |       |           |                            |                                                              |                                                              |

| Túnez | Japón |

|               |    |                   |     |     |
|               |    |                   |     |     |
| POR           | 1  | Ali Boumnijel     |     |     |
| DEF           | 2  | Khaled Badra      | 81' |     |
| DEF           | 6  | Hatem Trabelsi    |     |     |
| DEF           | 12 | Raouf Bouzaiene   |     | 78' |
| DEF           | 15 | Radhi Jaïdi       |     |     |
| DEF           | 23 | Clayton           |     | 61' |
| MED           | 10 | Kaies Ghodhbane   |     |     |
| MED           | 13 | Riadh Bouazizi    | 21' |     |
| MED           | 18 | Selim Benachour   |     |     |
| MED           | 21 | Mourad Melki      |     | 46' |
| DEL           | 5  | Ziad Jaziri       |     |     |
| Suplentes:    |    |                   |     |     |
| POR           | 16 | Hassen Bejaoui    |     |     |
| POR           | 22 | Ahmed El-Jaouachi |     |     |
| DEF           | 4  | Mohamed Mkacher   |     |     |
| DEF           | 14 | Hamdi Marzouki    |     |     |
| DEF           | 17 | Tarek Thabet      |     |     |
| DEF           | 19 | Emir Mkademi      |     |     |
| MED           | 3  | Zoubeir Baya      |     | 46' |
| DEL           | 7  | Imed Mhedhebi     |     | 61' |
| DEL           | 9  | Riadh Jelassi     |     |     |
| DEL           | 11 | Adel Sellimi      |     |     |
| DEL           | 20 | Ali Zitouni       |     | 78' |
| Entrenador:   |    |                   |     |     |
| Ammar Souayah |    |                   |     |     |

|                    |    |                      |  |     |
|                    |    |                      |  |     |
| POR                | 12 | Seigō Narazaki       |  |     |
| DEF                | 3  | Naoki Matsuda        |  |     |
| DEF                | 16 | Kōji Nakata          |  |     |
| DEF                | 17 | Tsuneyasu Miyamoto   |  |     |
| MED                | 5  | Jun'ichi Inamoto     |  | 46' |
| MED                | 7  | Hidetoshi Nakata     |  | 84' |
| MED                | 18 | Shinji Ono           |  |     |
| MED                | 20 | Tomokazu Myōjin      |  |     |
| MED                | 21 | Kazuyuki Toda        |  |     |
| DEL                | 11 | Takayuki Suzuki      |  |     |
| DEL                | 13 | Atsushi Yanagisawa   |  | 46' |
| Suplentes:         |    |                      |  |     |
| POR                | 1  | Yoshikatsu Kawaguchi |  |     |
| POR                | 23 | Hitoshi Sogahata     |  |     |
| DEF                | 2  | Yutaka Akita         |  |     |
| DEF                | 4  | Ryūzō Morioka        |  |     |
| DEF                | 6  | Toshihiro Hattori    |  |     |
| MED                | 8  | Hiroaki Morishima    |  | 46' |
| MED                | 14 | Alessandro Santos    |  |     |
| MED                | 15 | Takashi Fukunishi    |  |     |
| MED                | 19 | Mitsuo Ogasawara     |  | 84' |
| MED                | 22 | Daisuke Ichikawa     |  | 46' |
| DEL                | 9  | Akinori Nishizawa    |  |     |
| DEL                | 10 | Masashi Nakayama     |  |     |
| Entrenador:        |    |                      |  |     |
| Philippe Troussier |    |                      |  |     |

| Jugador del Partido: Hidetoshi Nakata Árbitros asistentes: Frédéric Arnault Haidar Koleit Cuarto árbitro: René Ortubé | Reglas del partido - 90 minutos. - Doce suplentes convocados. - Máximo de tres sustituciones. |

### Octavos de final

#### Japón vs. Turquía
| 18 de junio de 2002, 15:30 (UTC+9) | Japón | 0:1 (0:0) | Turquía    | Miyagi Stadium, Rifu                                          |                                                               |
|                                    |       | Reporte   | Davala 12' | Asistencia: 45.666 espectadores Árbitro(s): Pierluigi Collina | Asistencia: 45.666 espectadores Árbitro(s): Pierluigi Collina |

| Japón | Turquía |

|                    |    |                      |     |         |
|                    |    |                      |     |         |
| POR                | 12 | Seigō Narazaki       |     |         |
| DEF                | 3  | Naoki Matsuda        |     |         |
| DEF                | 16 | Kōji Nakata          |     |         |
| DEF                | 17 | Tsuneyasu Miyamoto   |     |         |
| MED                | 5  | Jun'ichi Inamoto     |     | 46'     |
| MED                | 7  | Hidetoshi Nakata     |     |         |
| MED                | 14 | Alessandro Santos    |     | 46'     |
| MED                | 18 | Shinji Ono           |     |         |
| MED                | 20 | Tomokazu Myōjin      |     |         |
| MED                | 21 | Kazuyuki Toda        | 45' |         |
| DEL                | 9  | Akinori Nishizawa    |     |         |
| Suplentes:         |    |                      |     |         |
| POR                | 1  | Yoshikatsu Kawaguchi |     |         |
| POR                | 23 | Hitoshi Sogahata     |     |         |
| DEF                | 2  | Yutaka Akita         |     |         |
| DEF                | 4  | Ryūzō Morioka        |     |         |
| DEF                | 6  | Toshihiro Hattori    |     |         |
| MED                | 8  | Hiroaki Morishima    |     | 86'     |
| MED                | 15 | Takashi Fukunishi    |     |         |
| MED                | 19 | Mitsuo Ogasawara     |     |         |
| MED                | 22 | Daisuke Ichikawa     |     | 46' 86' |
| DEL                | 10 | Masashi Nakayama     |     |         |
| DEL                | 11 | Takayuki Suzuki      |     | 46'     |
| DEL                | 13 | Atsushi Yanagisawa   |     |         |
| Entrenador:        |    |                      |     |         |
| Philippe Troussier |    |                      |     |         |

|             |    |                  |       |     |
|             |    |                  |       |     |
| POR         | 1  | Rüştü Reçber     |       |     |
| DEF         | 3  | Bülent Korkmaz   |       |     |
| DEF         | 4  | Fatih Akyel      |       |     |
| DEF         | 5  | Alpay Özalan     | 21'   |     |
| DEF         | 20 | Hakan Ünsal      |       |     |
| MED         | 8  | Tugay Kerimoğlu  |       |     |
| MED         | 10 | Yıldıray Baştürk |       | 90' |
| MED         | 18 | Ergün Penbe      | 44'   |     |
| MED         | 22 | Ümit Davala      |       | 74' |
| DEL         | 9  | Hakan Şükür      | 90+1' |     |
| DEL         | 11 | Hasan Şaş        |       | 85' |
| Suplentes:  |    |                  |       |     |
| POR         | 12 | Ömer Çatkıç      |       |     |
| POR         | 23 | Zafer Özgültekin |       |     |
| DEF         | 16 | Ümit Özat        |       |     |
| MED         | 7  | Okan Buruk       |       |     |
| MED         | 13 | Muzzy Izzet      |       |     |
| MED         | 14 | Tayfur Havutçu   |       | 85' |
| MED         | 19 | Abdullah Ercan   |       |     |
| DEL         | 6  | Arif Erdem       |       |     |
| DEL         | 15 | Nihat Kahveci    |       | 74' |
| DEL         | 17 | İlhan Mansız     |       | 90' |
| Entrenador: |    |                  |       |     |
| Şenol Güneş |    |                  |       |     |

| Jugador del Partido: Alpay Özalan Árbitros asistentes: Maciej Wierzbowski Paul Smith Cuarto árbitro: Graham Poll | Reglas del partido - 90 minutos. - 30 minutos de prórroga si es necesario. - Tiros desde el punto penal si el marcador sigue empatado. - Doce suplentes convocados. - Máximo de tres sustituciones. |